# Legendary Entertainment
Legendary Entertainment, Legendary Pictures o simplemente Legendary es una empresa productora de cine estadounidense con sede en Burbank, California. Fundada por Thomas Tull en 2000 y en 2005 se firmó un contrato para coproducir y cofinanciar películas con Warner Bros. El primer largometraje de Legendary Pictures con Warner Bros fue la película de cómic, Batman Begins, rápidamente seguida por otra adaptación del cómic, Superman Returns.
Debido al término de dicho contrato, Legendary comenzó uno similar con Universal Studios. En 2016 fue comprada totalmente por la empresa china Wanda Group. Actualmente mantiene contratos de coproducción con los estudios de Warner Bros y Universal Studios.

## Filmografía

### Estrenadas
| Año                | Título                          | Director                      | Compañía coproductora | Distribuidor                      | Recaudación en taquilla | Ref.   |
| ------------------ | ------------------------------- | ----------------------------- | --- | --------------------------------- | ----------------------- | ------ |
| 2005               | Batman Begins                   | Christopher Nolan             | DC Comics / Syncopy / Patalex III Productions                                                                             | Warner Bros.                      | $374,218,673            | [ 1 ]  |
| 2006               | Superman Returns                | Bryan Singer                  | DC Comics / Peters Entertainment / Bad Hat Harry                                                                          | Warner Bros.                      | $391,081,192            | [ 2 ]  |
| 2006               | Lady in the Water               | M. Night Shyamalan            | Blinding Edge Pictures | Warner Bros.                      | $72,785,169             | [ 3 ]  |
| 2006               | The Ant Bully                   | John A. Davis                 | Playtone / DNA Productions                                                                                                | Warner Bros.                      | $55,181,129             | [ 4 ]  |
| 2006               | Beerfest                        | Jay Chandrasekhar             | Gerber Pictures / Cataland Films / Broken Lizard                                                                          | Warner Bros.                      | $20,387,597             | [ 5 ]  |
| 2006               | We Are Marshall                 | McG                           | Thunder Road Pictures / Wonderland Sound and Vision                                                                       | Warner Bros.                      | $43,545,364             | [ 6 ]  |
| 2006               | 300                             | Zack Snyder                   | Virtual Studios / Atmosphere Pictures / Hollywood Gang                                                                    | Warner Bros.                      | $456,068,181            | [ 7 ]  |
| 2008               | 10 000 a. C.                    | Roland Emmerich               | Centropolis | Warner Bros.                      | $269,784,201            | [ 8 ]  |
| 2008               | The Dark Knight                 | Christopher Nolan             | DC Comics / Syncopy | Warner Bros.                      | $1,004,558,444          | [ 9 ]  |
| 2009               | Watchmen                        | Zack Snyder                   | DC Comics / Lawrence Gordon/Lloyd Levin Productions                                                                       | Warner Bros. / Paramount Pictures | $185,258,983            | [ 10 ] |
| 2009               | Observe and Report              | Jody Hill                     | DeLine Pictures | Warner Bros.                      | $26,973,554             | [ 11 ] |
| 2009               | The Hangover                    | Todd Phillips                 | Green Hat Films / BenderSpink                                                                                             | Warner Bros.                      | $467,483,912            | [ 12 ] |
| 2009               | Trick 'r Treat                  | Michael Dougherty             | Bad Hat Harry / Warner Premiere                                                                                           | Warner Bros.                      | —                       | [ 13 ] |
| 2009               | Where the Wild Things Are       | Spike Jonze                   | Playtone / Village Roadshow Pictures                                                                                      | Warner Bros.                      | $100,086,793            | [ 14 ] |
| 2009               | Ninja Assassin                  | James McTeigue                | Dark Castle Entertainment / Silver Pictures / Anarchos Productions                                                        | Warner Bros.                      | $61,601,280             | [ 15 ] |
| 2010               | Furia de titanes                | Louis Leterrier               | Thunder Road Pictures / The Zanuck Company                                                                                | Warner Bros.                      | $493,214,993            | [ 16 ] |
| 2010               | Jonah Hex                       | Jimmy Hayward                 | DC Comics / Mad Chance / Weed Road Pictures                                                                               | Warner Bros.                      | $10,903,312             | [ 17 ] |
| 2010               | Inception                       | Christopher Nolan             | Syncopy | Warner Bros.                      | $825,532,764            | [ 18 ] |
| 2010               | The Town                        | Ben Affleck                   | GK Films / Thunder Road Pictures                                                                                          | Warner Bros.                      | $154,026,136            | [ 19 ] |
| 2010               | Due Date                        | Todd Phillips                 | Green Hat Films | Warner Bros.                      | $211,780,824            | [ 20 ] |
| 2011               | Sucker Punch                    | Zack Snyder                   | Cruel and Unusual Films                                                                                                   | Warner Bros.                      | $89,792,502             | [ 21 ] |
| 2011               | The Hangover Part II            | Todd Phillips                 | Green Hat Films / BenderSpink                                                                                             | Warner Bros.                      | $586,764,305            | [ 22 ] |
| 2012               | Wrath of the Titans             | Jonathan Liebesman            | Thunder Road Pictures / Cott Productions / Furia de Titanes II A.I.E.                                                     | Warner Bros.                      | $305,270,083            | [ 23 ] |
| 2012               | The Dark Knight Rises           | Christopher Nolan             | DC Entertainment / Syncopy                                                                                                | Warner Bros.                      | $1,084,439,099          | [ 24 ] |
| 2013               | Jack the Giant Slayer           | Bryan Singer                  | New Line Cinema / Original Film / Big Kid Pictures / Bad Hat Harry                                                        | Warner Bros.                      | $197,687,603            | [ 25 ] |
| 2013               | 42                              | Brian Helgeland               | — | Warner Bros.                      | $97,470,701             | [ 26 ] |
| 2013               | The Hangover Part III           | Todd Phillips                 | Green Hat Films / BenderSpink                                                                                             | Warner Bros.                      | $362,000,072            | [ 27 ] |
| 2013               | El hombre de acero              | Zack Snyder                   | DC Entertainment / Syncopy / Peters Entertainment                                                                         | Warner Bros.                      | $668,045,518            | [ 28 ] |
| 2013               | Pacific Rim                     | Guillermo del Toro            | DDY | Warner Bros.                      | $411,002,906            | [ 29 ] |
| 2014               | 300: Rise of an Empire          | Noam Murro                    | Cruel and Unusual Films / Atmosphere Pictures / Hollywood Gang                                                            | Warner Bros.                      | $337,580,051            | [ 30 ] |
| 2014               | Godzilla                        | Gareth Edwards                | — | Warner Bros. / Toho               | $529,076,069            | [ 31 ] |
| 2014               | As Above, So Below              | John Erick Dowdle             | Brothers Dowdle Productions                                                                                               | Universal Pictures                | $41,898,409             | [ 32 ] |
| 2014               | Dracula Untold                  | Gary Shore                    | Michael De Luca Productions                                                                                               | Universal Pictures                | $217,124,280            | [ 33 ] |
| 2014               | Interstellar                    | Christopher Nolan             | Syncopy / Lynda Obst Productions                                                                                          | Paramount Pictures / Warner Bros. | $675,120,017            | [ 34 ] |
| 2014               | Seventh Son                     | Sergéi Bodrov                 | Thunder Road Pictures / Wigram Productions                                                                                | Universal Pictures                | $114,178,613            | [ 35 ] |
| 2014               | Unbroken                        | Angelina Jolie                | Jolie Pas / 3 Arts Entertainment                                                                                          | Universal Pictures                | $163,278,357            | [ 36 ] |
| 2015               | Blackhat                        | Michael Mann                  | Forward Pass | Universal Pictures                | $19,589,056             | [ 37 ] |
| 2015               | The Hive                        | David Yarovesky               | Midnight Road Entertainment / Witness Protection Films                                                                    | Nerdist                           | —                       | [ 38 ] |
| 2015               | Dead Rising: Watchtower         | Zach Lipovsky                 | Contradiction Films / Di Bonaventura Digital                                                                              | Crackle / Content Media           | —                       | [ 39 ] |
| 2015               | Jurassic World                  | Colin Trevorrow               | Amblin Entertainment / The Kennedy/Marshall Company                                                                       | Universal Pictures                | $1,670,400,637          | [ 40 ] |
| 2015               | Straight Outta Compton          | F. Gary Gray                  | New Line Cinema / Cube Vision / Crucial Films / Broken Chair Flickz                                                       | Universal Pictures                | $201,634,991            | [ 41 ] |
| 2015               | Steve Jobs                      | Danny Boyle                   | Scott Rudin Productions / Mark Gordon Company / Entertainment 360 / Decibel Films / Cloud Eight Films                     | Universal Pictures                | $34,441,873             | [ 42 ] |
| 2015               | Crimson Peak                    | Guillermo del Toro            | DDY | Universal Pictures                | $74,679,822             | [ 43 ] |
| 2015               | Krampus                         | Michael Dougherty             | Zam Pictures | Universal Pictures                | $61,548,707             | [ 44 ] |
| 2016               | Fastball                        | Jonathan Hock                 | Major League Baseball | Gravitas Ventures                 | —                       |        |
| 2016               | Warcraft                        | Duncan Jones                  | Atlas Entertainment / Blizzard Entertainment / Tencent Pictures / H. Brothers / Taihe Entertainment                       | Universal Pictures                | $439,048,914            | [ 45 ] |
| 2016               | Dead Rising: Endgame            | Pat Williams                  | DR2 / Contradiction Films                                                                                                 | Crackle                           | —                       | [ 46 ] |
| 2016               | The Thinning                    | Michael Gallagher             | Cinemand/kidsatplay | YouTube Premium                   | —                       | [ 47 ] |
| 2016               | Spectral                        | Nic Mathieu                   | — | Netflix                           | —                       | [ 47 ] |
| 2016               | La gran muralla                 | Zhang Yimou                   | Atlas Entertainment / Kava Productions / Le Vision Pictures                                                               | Universal Pictures / CFGC         | $334,993,831            | [ 48 ] |
| 2017               | Kong: Skull Island              | Jordan Vogt-Roberts           | Tencent Pictures | Warner Bros.                      | $566,652,812            | [ 49 ] |
| 2017               | Carne y arena                   | Alejandro González Iñárritu   | ILMxLAB / Fondazione Prada                                                                                                | Distribution only                 | —                       |        |
| 2018               | Pacific Rim: Uprising           | Steven S. DeKnight            | DDY | Universal Pictures                | $290,930,148            | [ 50 ] |
| 2018               | Jurassic World: el reino caído  | J. A.Bayona                   | Amblin Entertainment / Perfect World Pictures / The Kennedy/Marshall Company                                              | Universal Pictures                | $1,308,467,944          | [ 51 ] |
| 2018               | Skyscraper                      | Rawson Marshall Thurber       | Flynn Picture Company / Seven Bucks Productions                                                                           | Universal Pictures                | $304,868,961            | [ 52 ] |
| 2018               | Mamma Mia! Here We Go Again     | Ol Parker                     | Littlestar / Playtone / Perfect World Pictures                                                                            | Universal Pictures                | $395,044,706            | [ 53 ] |
| 2018               | BlacKkKlansman                  | Spike Lee                     | Blumhouse Productions / Monkeypaw Productions / 40 Acres and a Mule Filmworks / QC Entertainment / Perfect World Pictures | Focus Features                    | $93,400,823             | [ 54 ] |
| 2019               | Little                          | Tina Gordon Chism             | Will Packer Productions / Perfect World Pictures                                                                          | Universal Pictures                | $48,987,096             | [ 55 ] |
| 2019               | Pokémon: Detective Pikachu      | Rob Letterman                 | The Pokémon Company | Warner Bros. / Toho               | $433,005,346            | [ 56 ] |
| 2019               | Godzilla: King of the Monsters  | Michael Dougherty             | Huahua Media | Warner Bros. / Toho               | $386,600,138            | [ 57 ] |
| 2020               | Enola Holmes                    | Harry Bradbeer                | PCMA Productions | Netflix                           | —                       | [ 58 ] |
| 2020               | Console Wars                    | Jonah Tulis / Blake J. Harris | CBS Television Studios | CBS All Access                    | —                       |        |
| 2021               | Godzilla vs. Kong               | Adam Wingard                  | Warner Bros. / Toho | Warner Bros. / Toho               | $467,863,133            | [ 59 ] |
| 2021               | Dune: Part One                  | Denis Villeneuve              | — | Warner Bros.                      | $401,847,900            | [ 60 ] |
| 2022               | Texas Chainsaw Massacre         | David Blue Garcia             | Bad Hombre / Exurbia Films                                                                                                | Netflix                           | —                       |        |
| 2022               | Fresh                           | Mimi Cave                     | Searchlight Pictures / Hyperobject Industries                                                                             | Hulu                              | —                       |        |
| 2022               | Enola Holmes 2                  | Harry Bradbeer                | PCMA Productions | Netflix                           | —                       |        |
| 2022               | A Christmas Story Christmas     | Clay Kaytis                   | Wild West Picture Show Productions / Toberoff Productions                                                                 | Warner Bros. / HBO Max            | —                       |        |
| 2023               | The Book of Clarence            | Jeymes Samuel                 | — | TriStar Pictures                  | $6,205,230              |        |
| 2023               | We Have a Ghost                 | Christopher Landon            | Temple Hill Entertainment                                                                                                 | Netflix                           | —                       |        |
| 2023               | The Machine                     | Peter Atencio                 | — | Sony Pictures Releasing           | $10,664,328             |        |
| 2024               | Dune: Part Two                  | Denis Villeneuve              | — | Warner Bros.                      | $714,644,358            |        |
| 2024               | Godzilla x Kong: The New Empire | Adam Wingard                  | Warner Bros. / Toho | Warner Bros. / Toho               | $571,850,016            |        |
| 2025               | A Minecraft Movie               | Jared Hess                    | Mojang Studios / Vertigo Entertainment / Domain Entertainment / On the Roam                                               | Warner Bros.                      | $948,317,733            |        |
| Total de taquilla: | Total de taquilla:              | Total de taquilla:            | Total de taquilla: | Total de taquilla:                | $20,890,889,589         | —      |

### Próximas películas
| Año  | Título                     | Director                    | Distribuidor(es)                     |
| ---- | -------------------------- | --------------------------- | ------------------------------------ |
| 2026 | Animal Friends             | Peter Atencio               | Warner Bros.                         |
| 2026 | Judy                       | Alejandro González Iñárritu | Warner Bros.                         |
| 2026 | Dune: Messiah              | Denis Villeneuve            | Warner Bros.                         |
| 2027 | Godzilla x Kong: Supernova | Grant Sputore               | Warner Bros. Pictures / Toho (Japón) |

### En desarrollo
| Título                                           | Director            | Distribuidor(es)   |
| ------------------------------------------------ | ------------------- | ------------------ |
| Bad Blood                                        | Adam McKay          | Universal Pictures |
| Gundam                                           | Jordan Vogt-Roberts | Netflix            |
| By All                                           | Steven Caple Jr.    | Warner Bros.       |
| The Toxic Avenger                                | Macon Blair         | —                  |
| Ancient Aliens                                   | Josh Heald          | —                  |
| Any Person, Living or Dead                       | Jonathan Krisel     | —                  |
| Bitter Root                                      | Regina King         | —                  |
| Bring Me Back                                    | —                   | —                  |
| Brothers                                         | Max Barbakow        | —                  |
| Devolution                                       | James Ashcroft      | —                  |
| Faces of Death                                   | Daniel Goldhaber    | —                  |
| Ferryman                                         | —                   | —                  |
| The Great Machine                                | —                   | —                  |
| Good Bad & Undead                                | Max Barbakow        | —                  |
| God Country                                      | Jim Mickle          | —                  |
| The Last Adventure of Constance Verity           | Atsuko Hirayanagi   | —                  |
| Mastering Your Past                              | J.D. Dillard        | —                  |
| My Hero Academia                                 | Shinsuke Sato       | —                  |
| Rest Stop                                        | Alex Ross Perry     | —                  |
| The Perfect Nanny                                | Paul Downs Colaizzo | —                  |
| Prince of Cats                                   | Spike Lee           | —                  |
| Tokyo Ghost                                      | Cary Joji Fukunaga  | —                  |
| Película de terror de la Casa Blanca sin título  | Fede Álvarez        | —                  |
| Secuela de Pokémon: Detective Pikachu sin título | —                   | —                  |
| Película de Warcraft sin título                  | —                   | —                  |
| The Quatermass Xperiment                         | —                   | —                  |
| Película de Poppy Playtime sin título            | —                   | —                  |